# Степной (Брянская область)
Степной — посёлок в составе Ветлевского сельского поселения Мглинского района Брянской области.

## История
В 1964 г. Указом Президиума ВС РСФСР посёлок Задний Мост переименована в Степной.

## Население
| 2010 | 2013 |
| ---- | ---- |
| 6    | ↘2   |